# 光岡我流

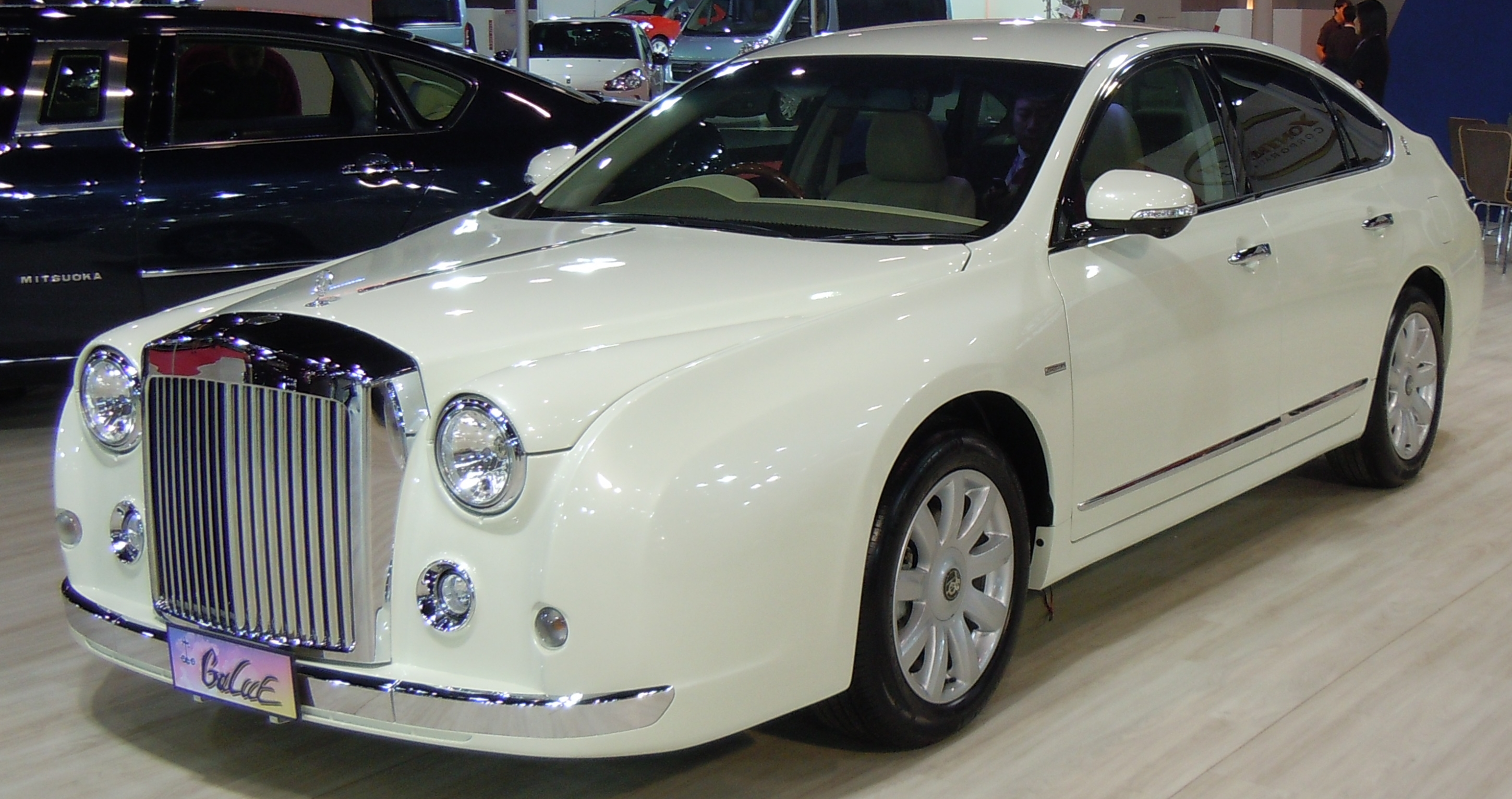

Galue（；我流）為光岡汽車所推出的仿古典豪華作品車輛。車輛設計以勞斯萊斯車系為藍本。

## 車輛歷史
自從1996年推出以來，Galue（；我流）歷經多年的市場考驗之後，仍維持著一定的銷售量，成為光岡汽車招牌車輛之一。另外，由於此車系的車輛頗有Rolls-Royce的風範與外型，部份地區亦稱為「日本的勞斯萊斯」。

### 車名語源
「我流」。總之，只做自己想去做的事情，自成一格、獨一無二。但是，我們的樣子不像曾經有過的頑固，那樣有骨氣，或許哪裡應該有愛的存在，那個就是「自成一派」。  

### 歷代車輛

#### Galue（1996年—2001年）

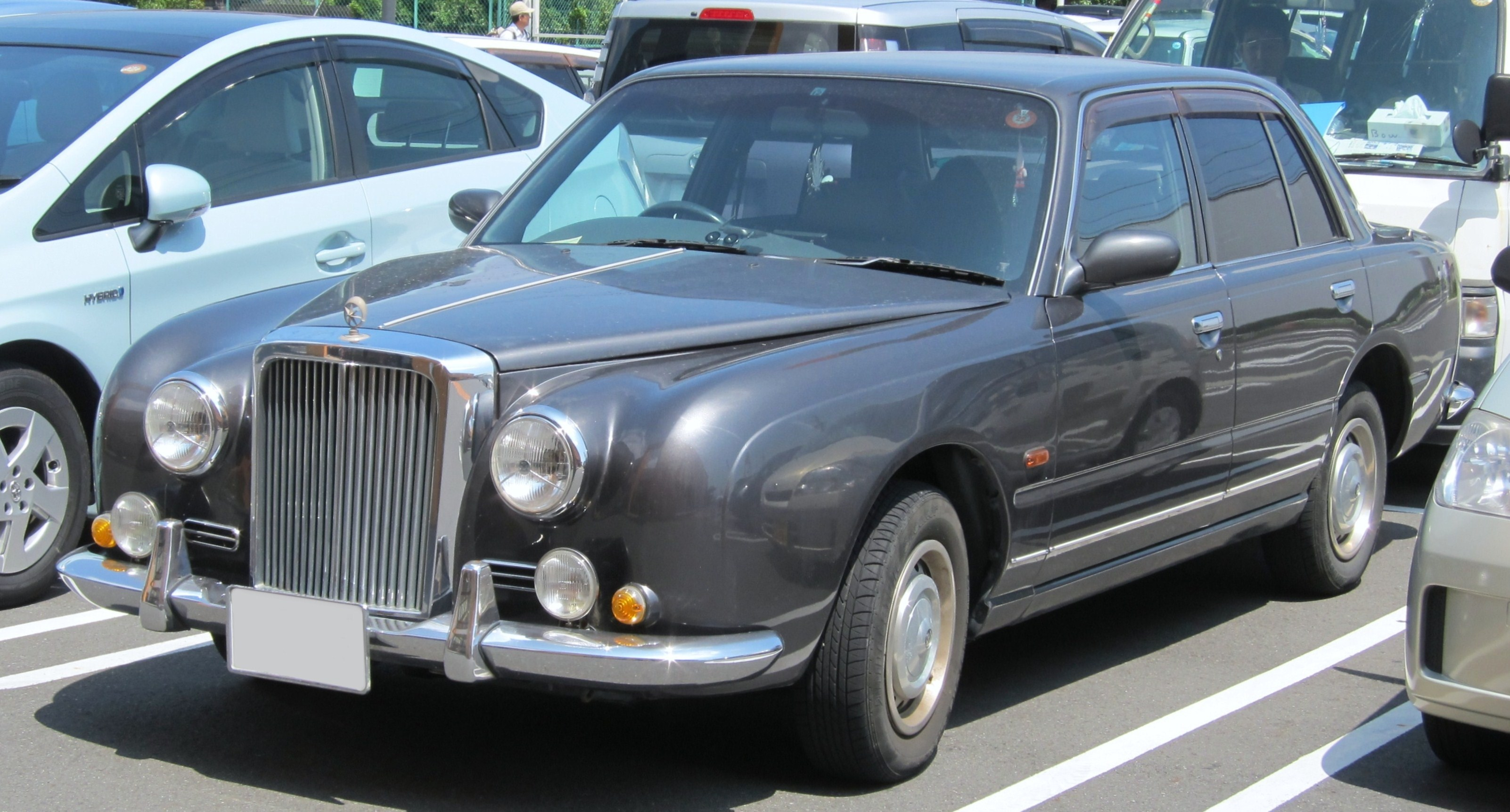
第一代

1996年2月，原創車輛「Galue」（；我流）發表。車輛以Nissan CREW C32型為基礎，車身前後的車體鈑件曲線部份設計變更，充份彰顯復古豪華主義，全長4.86m是標準等級，全長6.6 m高級等級。內部裝潢專用木材飾板，絲毫不比其遜色。但是，與歷代「Galue-II」、「New Galue」相比較下，卻有著最優越的古典設計與引擎聲音。
1999年12月，原創車輛「Galue-II」（ガリューII）發表。現行車輛更名為「Galue-I」（；我流I）。
2001年8月，停止生產。 

#### Galue-II（1999年—2005年）

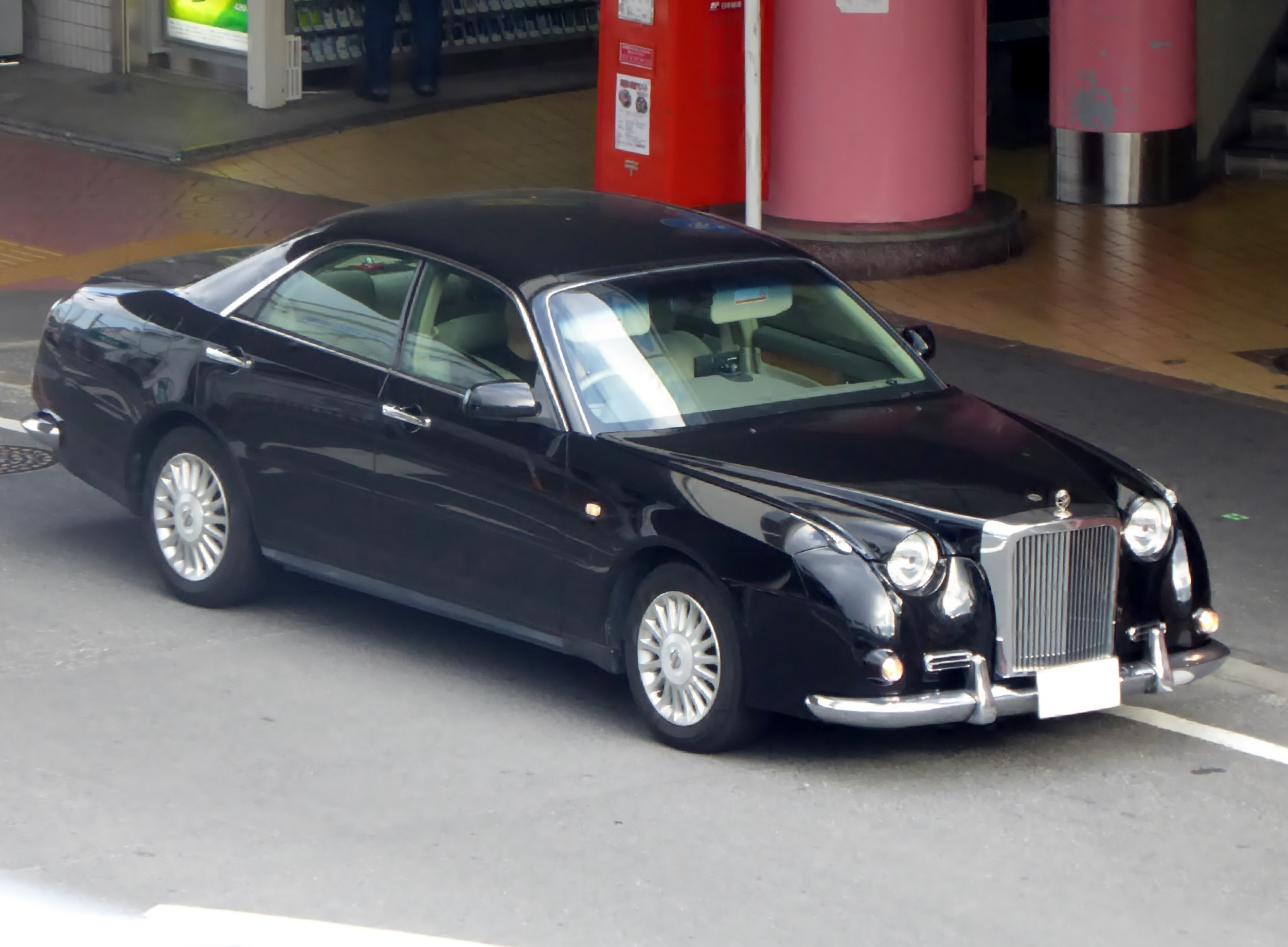
第二代

1999年12月，原創車輛「Galue-II」（ガリューII）發表。車輛以Nissan CEDRIC Y34型為基礎，車身前後的車體鈑件曲線部份設計變更，充份彰顯復古豪華主義，和上一代一樣分標準等級和高級等級，但車身長度採同一規格未再變動。
2005年9月，停止生產。 

#### New Galue（2005年－至今）

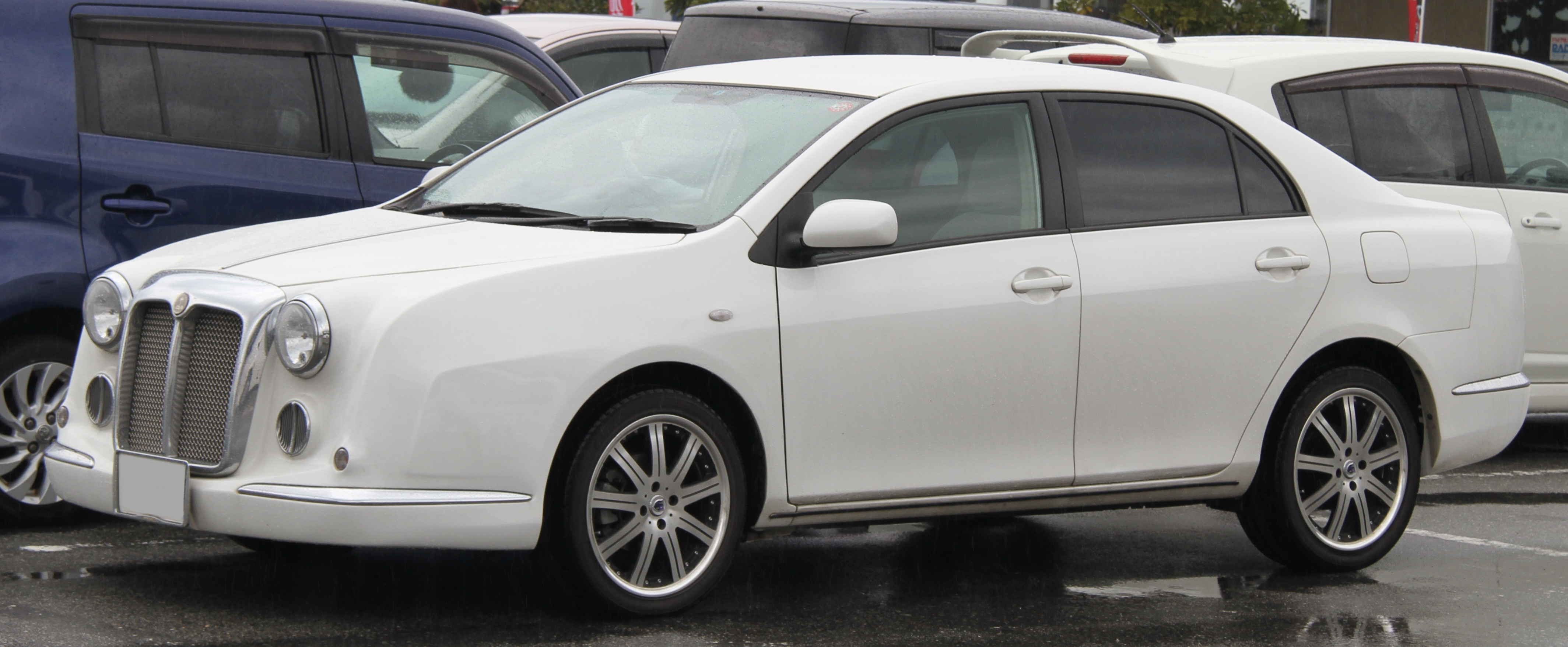
第三代

2005年7月28日，原創車輛「New Galue」（新型ガリュー）發表。車輛以Nissan FUGA Y50型為基礎，車身前後的車體鈑件曲線部份設計變更，名稱變更成ST、LX等級。

#### Galue Convertible（2007年－至今）

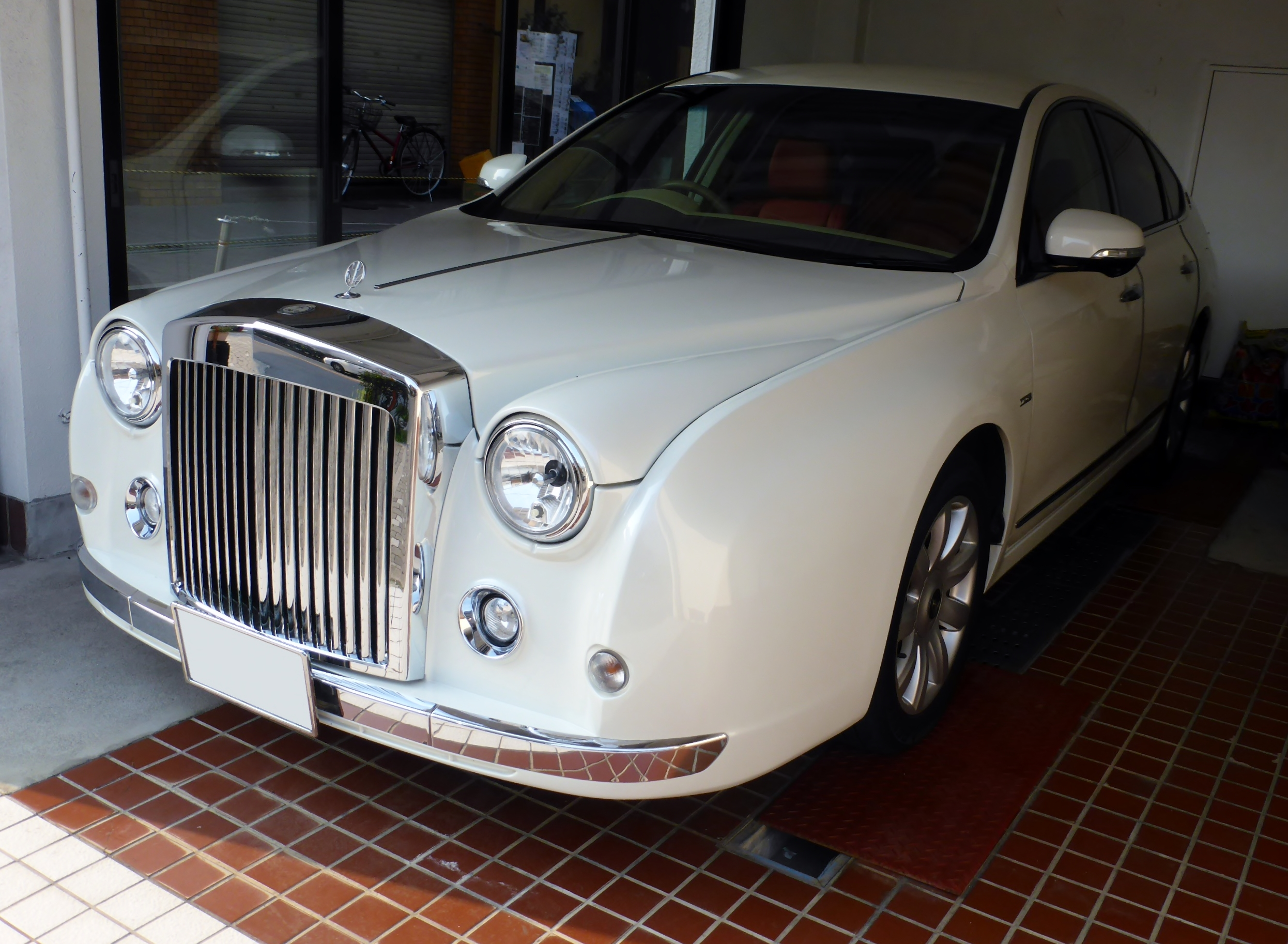

2007年4月12日，原創車輛「Galue Convertible」發表。2007年4月13日，原創車輛「Galue Convertible」（ガリューコンバーチブル）開始發售。車輛以Ford Mustang Convertible GT為基礎，車身前後的車體鈑件曲線部份設計變更，外型相似「New Galue」。車輛為雙門敞篷車樣式，車門形式與方向盤位置也完全不同。

## 車輛諸元

### Galue
- 引擎（Engine）：RB20E/1998cc/Single-4/SOHC
- 最高馬力（Maximmum Power）：96kw(130ps)/5600rpm
- 最大扭力（Maximum Torque）：171.6N.m(17.5kg.m)/4400rpm
- 變速系統（Transmission）：4AT／5MT
- 傳動型式（Drive system）：FR
- 懸吊系統（Suspension）：？
- 煞車系統（Brakes）：四輪碟煞
- 車長（Overall Length）：4860 毫米
- 車寬（Overall Width）：1730 毫米
- 車高（Overall High）：1450 毫米
- 軸距（Wheel Base）：2665 毫米
- 車身最低點（Minimum-graound clearance）：？ 毫米
- 車身重量（Vehicle weight）：1285kg
- 輪胎尺寸（Tyre）：185/70-R14-88S
- 車輛售價（Price）：￥3,297,000／3,200,000

### Galue-II
- 引擎（Engine）：VQ25DD/2495cc/V6/DOHC／VQ30DD/2987cc/V6/DOHC
- 最高馬力（Maximmum Power）：154kw(210ps)/6000rpm／206kw(280ps)/6200rpm
- 最大扭力（Maximum Torque）：265N.m(27.0kg.m)/4400rpm／363N.m(37kg.m)/4800rpm
- 變速系統（Transmission）：4AT
- 傳動型式（Drive system）：FR
- 懸吊系統（Suspension）：？
- 煞車系統（Brakes）：四輪碟煞
- 車長（Overall Length）：5160 毫米
- 車寬（Overall Width）：1770 毫米
- 車高（Overall High）：1450 毫米
- 軸距（Wheel Base）：2800 毫米
- 車身最低點（Minimum-graound clearance）：150 毫米
- 車身重量（Vehicle weight）：1650kg
- 輪胎尺寸（Tyre）：205/60-R16-92H
- 車輛售價（Price）：￥3,970,000／4,570,000

### New Galue
- 引擎（Engine）：VQ25DE/2495cc/V6/DOHC／VQ35DE/3498cc/V6/DOHC
- 最高馬力（Maximmum Power）：172kw(233ps)/5600rpm／206kw(280ps)/6200rpm
- 最大扭力（Maximum Torque）：328N.m(33.4kg.m)/4400rpm／363N.m(37kg.m)/4800rpm
- 變速系統（Transmission）：5AT
- 傳動型式（Drive system）：FR
- 懸吊系統（Suspension）：？
- 煞車系統（Brakes）：四輪碟煞
- 車長（Overall Length）：5000 毫米
- 車寬（Overall Width）：1795 毫米
- 車高（Overall High）：1510 毫米
- 軸距（Wheel Base）：2900 毫米
- 車身最低點（Minimum-ground clearance）：135 毫米
- 車身重量（Vehicle weight）：1650kg／1670kg
- 輪胎尺寸（Tyre）：205/60-R16-92H／225/55-R17-95V（LX）
- 車輛售價（Price）：￥4.704.000（ST）／4.977.000（LX）／5.617.500（LX）

### Galue Convertible
- 引擎（Engine）：/4009cc/V6/SOHC／TR-3650/4606cc/V8/Valve SOHC
- 最高馬力（Maximmum Power）：157kw(233ps)/5300rpm／224kw(304ps)/5750rpm
- 最大扭力（Maximum Torque）：325N.m(33.1kg.m)/3500rpm／443N.m(44.2kg.m)/4500rpm
- 變速系統（Transmission）：5AT
- 傳動型式（Drive system）：FR
- 懸吊系統（Suspension）：？
- 煞車系統（Brakes）：四輪碟煞
- 車長（Overall Length）：4830 毫米
- 車寬（Overall Width）：1870 毫米
- 車高（Overall High）：1400 毫米
- 軸距（Wheel Base）：2720 毫米
- 車身最低點（Minimum-graound clearance）：？ 毫米
- 車身重量（Vehicle weight）：1640kg／1720kg
- 輪胎尺寸（Tyre）：235/50-R18
- 車輛售價（Price）：￥6.720.000（V6）／7.770.000（V8）

## 備註
1. ↑  日本的勞斯萊斯　光岡新Viewt復古車 （页面存档备份，存于），〈中華網〉
2. ↑  個性進行時　試駕光岡Galue （页面存档备份，存于），〈北方網〉
3. ↑  光岡、ガリューIIとリョーガの生産終了で特別限定車 （页面存档备份，存于），〈auto-g.jp〉
4. ↑  光岡自動車、フーガをベースにした新型ガリューを発売 （页面存档备份，存于），〈auto-g.jp〉
5. ↑  〈新車リポート〉ミツオカ｢Ｇａｌｕｅコンバーチブル｣ （页面存档备份，存于），〈GAZOO.com〉

## 外部連結
- 光岡自動車* Galue
- Galue-II
- New Galue
- （页面存档备份，存于）